# Amar Shah
Pour les articles homonymes, voir Shah (homonymie).
Amar Arvind Shah, né le 12 octobre 1985 au Kenya, est un nageur kényan.

## Carrière
Amar Shah participe aux Jeux olympiques d'été de 2004 à Athènes, où il est éliminé en séries du 100 mètres brasse.
Il obtient la médaille de bronze des relais 4 x 100 mètres quatre nages et 4 x 200 mètres nage libre aux Jeux africains de 2011 à Maputo.